# Víctor Santos Montesinos
Víctor Santos Montesinos (València, 1977) és un dibuixant i guionista de còmics valencià. El 2002 va guanyar el Premi Josep Toutain a l'Autor Revelació del Saló del Còmic de Barcelona. A banda de publicar múltiples còmics en el mercat espanyol, ha treballat per diverses editorials estatunidenques com Image, DC Comics i IDW Publishing. És un dels autors espanyols més prolífics de la seva generació i ha destacat en la còmic fantàstic i el còmic policíac. La seva obra més llarga i emblemàtica és la sèrie de còmics Los Reyes Elfos però també cal destacar la sère de còmics policíacs Pulp Heroes. L'autor es caracteritza pel fet que té moltes obres que ha fet com a autor complet, tot i que també ha treballat dibuixant guions d'altres autors (sobretot pel mercat estatunidenc o com guionista d'altres dibuixants.

## Vida
Víctor Santos es va llicenciar en Belles Arts i va ser un dels membres fundadors del col·lectiu valencià 7 Monos en el que hi havia diversos estudiants valencians de Belles Arts i Arts i Oficis com Manuel Bartual, Sergio Córdoba i Jordi Bayarri.

## Obra

### En el mercat espanyol

#### Inicis i editorials espanyoles
Víctor Santos es va editar a si mateix amb el segell Los 7 Monos els seus primers còmics i de seguida va destacar la seva sèrie de còmics fantàstics Los Reyes Elfos, amb la que va ser nominat al Premi Josep Toutain a Millor Autor Revelació al Saló del Còmic de 2002 i 2003 (que va guanyar). La seva primera publicació professional fou aquest títol, que va editar Dude Comics abans que ho fes Dolmen Editorial, amb la que ha publicat la majoria dels treballs fins al 2009. Altres editorials espanyoles que han publicat obres seves són Astiberri, Aleta Ediciones, Planeta DeAgostini i Recerca Editorial.
Entre les seves obres publicades en el mercat espanyol, sobresurten: Pulp heroes, Protector, Aventuras en el Mundo Jung, Faeric gangs i Lone in heaven. Víctor Santos ha guionitzat les tres antologies de Los Reyes Elfos i els àlbums de còmics, La sangre de las valkirias (dibuix de Pere Pérez) i Silhouette (dibuixat per Jesús Alonso Iglsias).

### Treballs en el còmic estatunidenc i europeu
El 2006 va començar a publicar a fora de l'estat espanyol, a França (Young Ronins, Ed. Soleil), Itàlia (Ricca da morire, Black Kaiser i Il sangue delle Valchirie) i als Estats Units (Image Comics), a on va triomfar. A aquest últim mercat, Víctor Santos va publicar simultàniament tres treballs el 2009, Filthy Rich (Vertigo), Mice Templar: Destiny (Image) i Demon Cleaner (Antarctic Press) i posteriorment va treballar per l'editorial IDW Publishing (Witch & Wizard i Godzila: Kingdom of Monsters) i per Dark Horse Comics (Furious, Dark Horse Presents i Polar, Wild Rover).

## Obres

### Àlbums a Espanya
| Anys | Títol                                                 | Guió                                   | Dibuix                          | Editorial           |
| ---- | ----------------------------------------------------- | -------------------------------------- | ------------------------------- | ------------------- |
| 1999 | Gaijin: honor, balas y ex novias                      | Víctor Santos                          | Víctor Santos                   | 7 Monos             |
| 2000 | Los Reyes Elfos                                       | Víctor Santos                          | Víctor Santos                   | 7 Monos             |
| 2001 | Los Reyes Elfos: La Doncella y los lobos              | Víctor Santos                          | Víctor Santos                   | 7 Monos             |
| 2002 | Los Reyes Elfos: La Emperatriz del Hielo              | Víctor Santos                          | Víctor Santos                   | Dude Comics         |
| 2003 | Pulp Heroes                                           | Víctor Santos                          | Víctor Santos                   | Astiberri Ediciones |
| 2003 | Los Reyes Elfos: La Espada de los Inocentes           | Víctor Santos                          | Víctor Santos                   | Dude Comics         |
| 2003 | Faeric Gangs                                          | Víctor Santos                          | Víctor Santos                   | Astiberri Ediciones |
| 2004 | Aventuras en el Mundo Jung                            | Víctor Santos                          | Víctor Santos                   | Aleta Ediciones     |
| 2004 | Protector                                             | Víctor Santos                          | Víctor Santos                   | Dolmen Editorial    |
| 2005 | Los reyes elfos: La doncella y los lobos (re-edición) | Víctor Santos                          | Víctor Santos                   | Dolmen/Siurell      |
| 2005 | Lone in Heaven                                        | Víctor Santos                          | Víctor Santos                   | Aleta Ediciones     |
| 2005 | Los reyes elfos: Hasta los dioses mueren              | Víctor Santos                          | Víctor Santos                   | Dolmen/Siurell      |
| 2005 | Pulp héroes 2: Bushido                                | Víctor Santos                          | Víctor Santos                   | Astiberri           |
| 2006 | Los reyes elfos: Historias de Faerie                  | Víctor Santos                          | Víctor Santos                   | Dolmen/Siurell      |
| 2007 | Al mejor postor                                       | Víctor Santos                          | Víctor Santos                   | Dolmen/Siurell      |
| 2007 | Works. El Arte de Victor Santos                       | Víctor Santos                          | Víctor Santos                   | Dolmen/Siurell      |
| 2008 | Young Ronins                                          | Víctor Santos                          | Víctor Santos                   | Soleil              |
| 2008 | Deamon Cleaner                                        | Víctor Santos                          | Víctor Santos                   | Dolmen Editorial    |
| 2009 | Black Kaiser                                          | Víctor Santos                          | Víctor Santos                   | Dolmen Editorial    |
| 2010 | Zombee                                                | Miles Gunter                           | Víctor Santos                   | Dolmen Editorial    |
| 2010 | Silhouette                                            | Víctor Santos                          | Jesús Alonso Iglesias           | Dolmen Editorial    |
| 2011 | Asquerosamente rica                                   | Brian Azzarello                        | Víctor Santos                   | Panini Comics       |
| 2011 | Los Reyes Elfos: Dreide                               | Víctor Santos                          | Víctor Santos                   | Dolmen/Siurrell     |
| 2012 | Ragnarök                                              | Víctor Santos                          | Pere Pérez                      | Dolmen Editorial    |
| 2012 | Ezequiel Himes: Zombie hunter                         | Víctor Santos                          | Alberto Hernández               | Dolmen Editorial    |
| 2012 | Silhouette: Arcángeles oscuros                        | Víctor Santos                          | Jesús Alonso Iglesias           | Panini Comics       |
| 2012 | Intachable: 30 años de corrupción                     | Víctor Santos                          | Víctor Santos                   | Panini Comics       |
| 2012 | Rashomon: Un caso del comisario Heigo Kobayashi       | Víctor Santos                          | Víctor Santos                   | Norma Editorial     |
| 2013 | Los Reyes Elfos: La saga de Ehren Heldentodsson       | Víctor Santos                          | Víctor Santos                   | Dolmen editorial    |
| 2013 | Los ratones templarios (2)                            | Brian J. L. Glass, Michael Avon Oeming | Victor Santos, Veronica Gandini | Dolmen Editorial    |
| 2014 | Los ratones templarios (3)                            | Brian J. L. Glass                      | Victor Santos                   | Dolmen Editorial    |
| 2014 | Furious Vol.1                                         | Bryan J.L. Glass                       | Victor Santos                   | Aleta Ediciones     |
| 2022 | Paranoia Killer                                       | Victor Santos                          | Victor Santos                   | Panel Syndicate     |
| 2023 | MOON EATERS                                           | Victor Santos                          | Victor Santos                   | Spaceman Project    |

### Àlbums publicats a altres països
Els àlbums de còmics que Víctor Santos ha publicat a altres països són:
- Estats Units
  - Black Market
  - Polar. Came from the cold
  - Furious
  - The Mice Templar. Destiny part 1
  - The Mice Templar. Destiny part 2
  - The Mice Templar. A Mid-Winter Night's Dream
  - The Mice Templar. Legent part 1
  - Filthy Rich
  - Godzilla. Kingdom of Monsters vol 2
  - Godzilla. Kingdom of Monsters vol 3
  - Sleepy Hollow: Providence: sèrie de 4 números amb guió d'Eric Carrasco[10]
  - Witch & Wizard. Battle for Shadowland
  - Witch & Wizard. Operation Zero
  - Zombee
  - Demon cleaner
  - Dead Boy Detectives. Vol. 1: Schoolboy Terrors: com un dels il·lustradors.[11]
- Publicacions digitals USA
  - Polar. Came from the Cold
  - Furious
  - The Mice Templar
  - Withc & Wizard
  - Godzila. Kingdom of the Monsters
- França
  - Sale Fric. Filthy Rich
  - Young Ronins. Rentrée des classes
  - Young Ronins. L'offensive Osaki
- Itàlia
  - Ricca da morire. Filthy Rich
  - Black Kaiser
  - Il sangue delle Valchirie
  - Fahrenheit 451

### Altres obres de Víctor Santos
Altres publicacions en els que ha participat Víctor Santos com a autor són:
- 1998 - 1999 Gaijin, quadern d'historietes de 7 Monos, número 1.
- 1999 - Magia y acero, quadern de còmics de l'editorial Anillo de Sirio/Ed. 7 Monos, números 1 i 10.
- 1999 - Retales from the Cript, quadern de còmics de 7 Monos, número 1.
- 2000 - 7 Novias para 7 Monos, quadern de còmics de 7 Monos, número 1.
- 2000 - Alien College, quadern d'historietes de 7 Monos, números 1 i 2.
- 2000 - Los Reyes Elfos, quadern de còmics de 7 Monos, números 1 i 2.
- 2001 - Los Reyes Elfos. La doncella y los lobos, quadern d'historietes de 7 Monos, número 1.
- 2002 - Dude Gold, àlbum de còmics de Dude Comics, número 9 (Los Reyes Elfos. El señor de Alfheim).
- 2002 - Mono on the moon, quadern d'historietes, de 7 Monos, nº1.
- 2002 - Extra Dude, quadern de còmics de Dude Comics, números 2, 3 i 4.
- 2002 - Les hussards, quadern de còmics de 7 Monos nº2.
- 2002 - Los Reyes Elfos. La emperadriz de hielo, quadern de còmics de Dude Comics, números 1, 2, 3 i 4.
- 2003 - Faeric Gangs, àlbum de còmics d'Astiberri Ediciones, nº1.
- 2003 - Pulp Heroes, àlbum de còmics d'Astiberri, nº1.
- 2003 - Artículo 20, àlbum de còmics d'Astiberri/Dolmen Editorial.
- 2003 - Los Reyes Elfos. La espada de los inocentes, àlbum de còmics de Dude Comics.
- 2004 - Iberia Book, àlbum de còmics de Dolmen Editorial, nº1 (Protector).
- 2004 - Balas perdidas, àlbum de còmics d'Aleta Ediciones, números 5 (Aventuras en el mundo Jung) i 10 (Lone in heaven).
- 2004 - Boom!, quadern de còmics editat per l'Asociación de Autores de Cómic de España, nº1.
- 2004 - Fanhunter. The final conflict, àlbum de còmics editat per Planeta DeAgostini, nº1.
- 2004 - Marzo, en tinta propia, àlbum de còmics editat per Marzo, en tinta propia.
- 2005 - Pulp héroes. Bushido, àlbum de còmics d'Astiberri.
- 2005 - Los Reyes Elfos. La doncella y los lobos, àlbum de còmics de Dolmen Editorial, nº1.
- 2005 - Nobanda/Zona Joso, publicació amb còmics editat per Santiago Navarro, números 2 (¡Hey Kids!) i 4 (Más que fantásticos).
- 2006 - Los Reyes Elfos. Hasta los Dioses mueren, àlbum de còmics de Dolmen Editorial, nº1.
- 2006 - El Mono Maltés, quadern de còmics, de 7 Monos, nº1.
- 2006 - Los Reyes Elfos. Historia de Faerie, àlbums de còmics de Dolmen Editorial, números 1, 2 i 3.
- 2006 - Bull Damn City, àlbum de còmics de Dolmen Editorial, nº1.
- 2006 - Bull Damn city. El día de la Zarigüeya, àlbum de còmics de Dolmen Editorial, nº1.
- 2006 - Agenda FNAC 2007, publicació amb còmics nº1.
- 2007 - GEI (Vol 2), quadern d'historietes de Recerca Editorial, nº1.
- 2007 - Al mejor postor, àlbum de còmics de Dolmen Editorial.
- 2007 - Dos veces breve, revista de còmics d'Ariadna Editorial, números 12 i 18.
- 2007 - Works, publicació amb còmics de Dolmen Editorial, nº2 (Works, el Arte de Víctor Santos).
- 2008 - Los Reyes Elfos. La emperadriz de hielo, àlbum de còmics de Dolmen Editorial nº1.
- 2008 - Bull Damn City. Zombies, àlbum de còmics de Dolmen Editorial, nº1.
- 2008 - el Manglar, revista de còmics de Dibbuks, números 8 i 10.
- 2008 - El Balanzin, quadern de còmics d'APIE-EIEP, nº4.
- 2008 - Demon Claner, àlbum de còmics de Dolmen Editorial, nº1.
- 2009 - Black Kaiser, àlbum de còmics de Planeta DeAgostini, nº1.
- 2009 - La sangre de las Valkirias, àlbum de còmics de Planeta DeAgostini.
- 2009 - Bull DAmn War, àlbum de còmics de Dolmen Editorial.
- 2009 - Los Reyes Elfos. Glirenn. La reina de los Elfos Negros, àlbum de còmics de Dolmen, nº1.
- 2010 - Zombee, àlbum de còmics de Dolmen.
- 2010 - Silhouette, àlbum de còmics de Dolmen.
- 2010 - Asquerosamente rica, àlbum de còmics de Panini.
- 2011 - Al mejor postor, publicació digital de Dolmen/Esdecómic.
- 2011 - TBO4Japan, publicació amb còmics de Dibbuks.
- 2012 - Dia del comic gratis español, quadern de còmics de Zona Comic.
- 2013 - Morirse en Bilbao, quadern d'historietes, nº2.
- Sense data - Compa(ñ)ero Leonardo, publicació amb historietes editat per Semana Negra/Pepsi.

## Premis i ressò
Víctor Santos ha guanyat sis premis al Saló del Còmic de Barcelona, dos a Ficomic de Madrid i un premi de la crítica de Dolmen Editorial com a millor dibuixant. Segons el The New York Times els seus treballs de Filthy Rich i de Witch & Wizard es troben entre les obres més vengudes.